# Джиджи, Коффи
Леви Коффи Джиджи (фр. Lévy Koffi Djidji); 30 ноября 1992, Баньоле, Франция) — ивуарийский футболист, защитник клуба «Торино».

## Клубная карьера

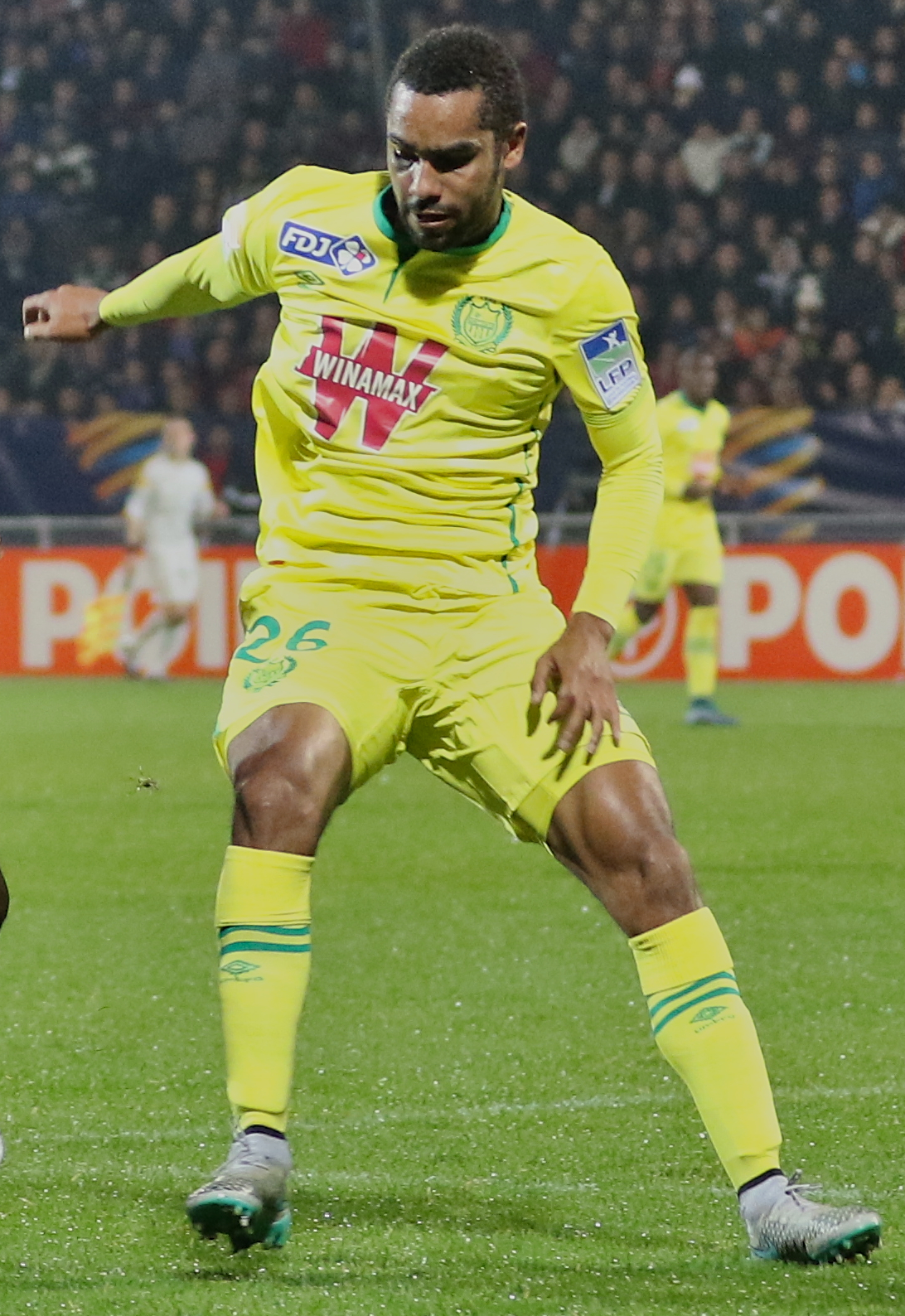
Джиджи в составе «Нанта»

Джиджи родился во Франции в семье иммигрантов из Кот-д’Ивуара и начал свою карьеру в футбольной академии клуба «Нант». 4 августа 2012 года в матче против «Нима» он дебютировал в Лиге 2. По итогам сезона Коффи помог команде выйти в элиту. 8 марта 2014 года в матче против «Аяччо» он дебютировал в Лиге 1. 22 марта в поединке против «Монпелье» Джиджи забил свой первый гол за «Нант».